# Kusuo Kitamura
Kuzuo Kitamura (Japans: 北村久寿雄, Kitamura Kusuo) (Kochi, 9 oktober 1917 – 6 juni 1996) was een Japans zwemmer.

## Biografie
Tijdens de Olympische Zomerspelen van 1932 won de gouden medaille op de 1500 meter vrije slag. Met een leeftijd van 14 jaar en 309 dagen was hij de jongste olympisch kampioen bij het zwemmen totdat de zwemster Krisztina Egerszegi in 1988 zijn record verbeterde.  
In 1965 was hij een van de twintig eerste introducés van de International Swimming Hall of Fame.

## Onderscheidingen
- 1965: opname in de International Swimming Hall of Fame[1]

1908: Henry Taylor ·
1912: George Hodgson ·
1920: Norman Ross ·
1924: Boy Charlton ·
1928: Arne Borg ·
1932: Kusuo Kitamura ·
1936: Noboru Terada ·
1948: James McLane ·
1952: Ford Konno ·
1956: Murray Rose ·
1960: John Konrads ·
1964: Bob Windle ·
1968: Mike Burton ·
1972: Mike Burton ·
1976: Brian Goodell ·
1980: Vladimir Salnikov ·
1984: Mike O'Brien ·
1988: Vladimir Salnikov ·
1992: Kieren Perkins ·
1996: Kieren Perkins ·
2000: Grant Hackett ·
2004: Grant Hackett ·
2008: Oussama Mellouli ·
2012: Sun Yang ·
2016: Gregorio Paltrinieri  ·
2020: Bobby Finke
- Bibliotheek van het Japanse parlement: 00032295
- Virtual International Authority File: 258643733